# Модогоєв Андрій Урупхійович
Андрій Урупхійович Модогоєв (15 січня 1915, улус Загатуй, тепер Баяндаєвського району Іркутської області, Російська Федерація — 29 жовтня 1989, місто Москва) — радянський державний діяч, 1-й секретар Бурятського обкому КПРС, голова Ради міністрів Бурятської АРСР. Кандидат у члени ЦК КПРС у 1966—1971 роках. Член ЦК КПРС у 1971—1986 роках. Депутат Верховної Ради СРСР 6—10-го скликань.

## Життєпис
Народився в родині селянина-середняка. З 1932 року — вчитель початкової школи. Закінчив бухгалтерські курси і до 1939 року працював рахівником. У 1936 році вступив до комсомолу.
У 1939—1940 роках — 1-й секретар Улан-Уденського міського комітету ВЛКСМ Бурят-Монгольської АРСР.
Член ВКП(б) з 1940 року.
У 1940—1943 роках — 1-й секретар Бурят-Монгольського обласного комітету ВЛКСМ.
У 1943—1944 роках — секретар Бурят-Монгольського обласного комітету ВКП(б) із тваринництва.
У 1944—1947 роках — завідувач організаційно-інструкторського відділу Бурят-Монгольського обласного комітету ВКП(б).
У 1947—1950 роках — слухач Вищої партійної школи при ЦК ВКП(б).
У 1950—1952 роках — завідувач відділу партійних, профспілкових і комсомольських органів Бурят-Монгольського обласного комітету ВКП(б).
У 1952—1954 роках — заступник голови Ради міністрів Бурят-Монгольської АРСР.
У 1954—1957 роках — 1-й секретар Кяхтинського районного комітету КПРС Бурят-Монгольської АРСР.
У 1957—1960 роках — інструктор відділу партійних органів ЦК КПРС по РРФСР.
У 1960 році — секретар Бурятського обласного комітету КПРС.
24 листопада 1960 — червень 1962 року — голова Ради міністрів Бурятської АРСР.
12 червня 1962 — 7 січня 1984 року — 1-й секретар Бурятського обласного комітету КПРС.
З січня 1984 року — персональний пенсіонер союзного значення в Москві.
Помер 29 жовтня 1989 року в Москві.

## Нагороди
- два ордени Леніна
- орден Трудового Червоного Прапора
- два ордени «Знак Пошани»
- орден Полярної Зірки (Монгольська Народна Республіка)
- медаль «За доблесну працю у Великій Вітчизняній війні 1941—1945 рр.»
- медалі